# 高山たつ
高山 たつ（たかやま たつ、1813年〈文化10年〉 - 1876年〈明治9年〉7月16日）は、女人禁制だった富士山に女性として初めて登頂したとされる人物。

## 人物
1813年生まれ。富士山信仰の富士講（不二道）の信者である。高山右近の直系であり、江戸深川の鎌倉屋十兵衛の娘であり、尾張藩江戸屋敷において奥女中を勤めた。
天保3年9月26日夜（1832年10月20日）、小谷三志をはじめとする男性5名とともに富士登山を決行した。この時期を選んだのは、登山客が少ないことによる。
これが文献上、最古の女性による富士登山記録とされる。

### WEB
1. 1 2 3  “高山たつ”. コトバンク. 2025年3月4日閲覧。

### 書籍
1. 1 2 3 4 5  永井和 2019, p. 3.
2. 1 2 3 4  中日出版本社 1994, p. 576.